# Larry Pleau
Lawrence Winslow „Larry“ Pleau (* 29. Juni 1947 in Boston, Massachusetts) ist ein ehemaliger US-amerikanischer Eishockeyspieler (Center) und -trainer, der von 1969 bis 1979 für die Montréal Canadiens in der National Hockey League sowie die New England Whalers in der World Hockey Association spielte. Zuletzt war er General Manager der St. Louis Blues.

## Karriere
Seine Juniorenzeit verbrachte er bei den Montréal Junior Canadiens in der OHA. 1967/68 bereitete er sich mit dem amerikanischen Team auf die Olympischen Spiele 1968 in Grenoble vor. Bei diesem Turnier erreichte er mit seinem Team den sechsten Platz und brachte es auf sechs Scorerpunkte.
Es folgte ein Jahr bei den Jersey Devils in der WHL, bevor er ab der Saison 1969/70 im Kader der Montréal Canadiens stand. Die meiste Zeit spielte er im Farmteam bei den Montreal Voyageurs in der American Hockey League. Nach drei Jahren in Montreal kehrte er in seine Heimatstadt Boston zurück. In der neu gegründeten World Hockey Association spielte er für die New England Whalers. Er blieb dem Team während der sieben Jahre, in denen die WHA bestanden hatte, treu. Bereits in der ersten WHA-Saison gewann er mit den Whalers die WHA-Meisterschaft, die Avco World Trophy.
Nach seiner aktiven Karriere war er erst Assistenztrainer und später Cheftrainer der Hartford Whalers, die nun in der NHL spielten. Für viele Jahre hatte er verschiedene Positionen bei den Whalers inne. Neben dem Trainerjob war er auch General Manager und Trainer beim Farmteam, den Binghamton Whalers.
Als Vizepräsident ging er nach 17 Jahren mit den Whalers zu den New York Rangers, bevor er 1997 den Job des General Managers bei den St. Louis Blues annahm. Zur Saison 2010/11 wurde er durch Doug Armstrong abgelöst.
2000 wurde er in die United States Hockey Hall of Fame aufgenommen.

## Erfolge und Auszeichnungen
| - 1973 Teilnahme am WHA All-Star Game - 1973 Avco-World-Trophy-Gewinn mit den New England Whalers - 1974 Teilnahme am WHA All-Star Game | - 1987 Louis A. R. Pieri Memorial Award - 2002 Lester Patrick Trophy |